# Lista di tipi di carattere
Questa lista è suscettibile di variazioni e potrebbe essere incompleta o non aggiornata.

Qui di seguito è riportata la lista di alcuni tipi di carattere diffusi e utilizzati. Sono facilmente reperibili in rete (sia gratis che a pagamento) e possono essere usati in svariati modi: dall'applicazione in programmi di videoscrittura, all'arricchimento di montaggi video. La maggior parte di questi caratteri è di tipo TrueType. Per aggiungere font in alto, si prega di controllare con  o la pagina corrispettiva in inglese o qualche lingua principale. Non dovrebbero esserci delle particolari modifiche in circa tre anni e mezzo perché verranno aggiunti i caratteri man mano che si aggiunga la pagina nella corrispettiva (wiki) inglese.

## Con grazie
- Aldus
- Algerian
- Antiqua
- Aster
- Ávila (font)
- AwamiNastaliq-3.100
- Baskerville
- Bauer Bodoni
- Benguiat
- Bodoni
- Bookman
- Book Antiqua
- Bookerly
- Bressay
- Cambria
- Cartier
- Caslon
- CentSchbook BT
- CloisterBlack BT
- Cavergiz
- Clarendon
- Common Serif StefanPeev
- Computer Modern Roman
- Concrete Roman
- Constantia
- DejaVu Serif
- Espy Serif
- Friz Quadrata
- Garamond
- Gentium
- Georgia
- Goudy
- Hoefler Text
- Janson
- Jenson
- Legacy Serif
- Liberation Serif
- Linux Libertine
- Literaturnaya
- Lucida Bright
- MS Serif
- Century Schoolbook
- New York
- Palatino
- Stone Serif
- Sura
- Times New Roman
- Vera Serif
- Vani (font)
- Versailles
- Windsor
- ZapfCalligr BT
- Amsterdam Old Style
- Portobello
- Easyreading
- Tema Cantante

## Senza grazie
- Aardvark-Regular
- AdLib BT
- Agency FB
- Akzidenz Grotesk
- Alte DIN 1451 Mittelschrift gepraegt
- Altosa
- Arial
- Arthouse Owned
- Aspekta 400
- Assassin Aerox
- Avant Garde
- Bell
- Bluebird
- Bull-5 Regular
- Calibri
- Camaro Sans
- Canada Máx Wynér
- Candara
- Carlito Regular 1.104 otf
- Century Gothic
- Cewe Head
- Charcoal
- Chicago
- Corbel
- DarkerGrotesque
- DejaVu Sans
- DIN Next Rounded
- Ecofont
- Flinders
- Franklin Gothic
- Frutiger
  - Frutiger NEXT
- Futura
- Gadugi
- Impact
- Inter
- Inter Display Regular
- Jade
- Johnston/New Johnston
- Kabel
- Kohinoor Bangla
- Legacy Sans
- Lato
- Liberation Sans
- linja waso lili
- Microsoft JhengHei UI ottimo a 11 pt
- Modern
- Mondapick Trial
- MS Sans Serif
- Myriad
- News Gothic
- NT Somic
- Open Sans
- Optima
- Opun
- Revue
- Rillus-1002
- Roboto 2.038 o Roboto classic (la versione variabile 3.005)
- San Francisco
- Vercetti Regular
- Viga
- Work Sans
- YaHei Monaco Hybird
- Anybody
- Acumin
- EBGaramond
- Figtree
- Schibsted Grotesk
- Eternum v2.450 Latest

- QiushuiShotai
- TA Fabricans
- Vinron
- Katide
- Grand Slang

### Caratteri ad alta velocità di caricamento
- Asket Condensed Extrabold
- Asket Extended Light
- Asket Extrabold
- Asket Narrow Light
- Barna-SemiBold

- Gest-Regular
- Giphurs

- IntercomSquare-Regular

## Egizi
Si tratta di caratteri dal tratto marcato che presentano terminazioni a barra.
- Aleo
- New Telegraph 3.001
- Playfair Display
- Skiff

## A spaziatura fissa
- Computer Modern Typewriter
- Consolas
- Commit Mono
- Cozette
- Courier
- Iosevka (carattere)
- Jetbrains Mono
- Letter Gothic
- Lucida Console
- Kale Sans Mono
- Monaco
- Monolisa
- ProFont
- Shinkai Mono
- Sydnie (incluso in QuickTime)
- Terminal
- Trulle Mono

### Calligrafici
- Allegro BT
- AMS Euler
- Apple Chancery
- Magnificat
- Scriptina
- Zapf Chancery
- Zapfino

### Handwriting
- Ashley Script
- Comic Sans
- Cezanne
- Dom Casual
- Irregularis
- Kristen
- Lucida Handwriting
- Tekton

### Typewriter
- Adler

### Altri tipi
- Cupola
- Curlz
- Script (carattere vettoriale incluso in Windows 3.1)
  - Sivtsev-Eye-Chart
- Staccato
- Stone Informal
- Ubuntu-Title

## Gotici
- Fraktur
- Rotunda
- Schwabacher
- Textura

## Non latini
- Amienne (Cyrillic carattere script di Ray Larabie)
- Kochi
- Minchō
- Mona
- Japanese Gothic
- MS Gothic
- PT Sans
- SimSun
- Tai Le Valentinium
- Tengwar Noldor
- Tengwar Quenya
- Tengwar Sindarin
- Wadalab

## CaratteriUnicode
- Alphabetum
- Arial Unicode MS
- Charis SIL
- Cyberbit
- Bitstream Vera
- Cardo
- ClearlyU
- Code2000
  - Code2001
  - Code2002
- Computer Modern Unicode
- DejaVu
- Doulos SIL
- Everson Mono
- Free UCS Outline Fonts
- Gentium
- GNU FreeFont
- Helvetica World
- Junicode
- LastResort
- Lucida Grande
- Lucida Sans Unicode
- New Gulim
- Titus Cyberbit Basic
- Unicode fallback font
- Y.OzFontN

## Caratteri simbolo
- Apple Symbols
- Bookshelf Symbol 7
- Symbol
- Wingdings
  - Wingdings 2
  - Wingdings 3
- Webdings
- Zapf Dingbats

## non passano[nonchiaro]
- Atelier Grotesk
- Baghira
- Base6
- Bright Moon Kai Mono Regular
- Inter Display Semi Bold
- Lilex
- Maki Sans
- Mezenets Unicode
- Monocode -4.3.2
- Morjuis
- Noto Sans NKo Regular